# Phanerotoma pacifica
Phanerotoma pacifica är en stekelart som beskrevs av Herbert Zettel 1990. Phanerotoma pacifica ingår i släktet Phanerotoma och familjen bracksteklar. Inga underarter finns listade i Catalogue of Life.